# Vienna Art Orchestra
Le Vienna Art Orchestra est un groupe de jazz européen basé à Vienne en Autriche, dont la taille peut varier selon les formations entre big band et ensemble restreint. Fondé en 1977 par le chef d'orchestre et compositeur Mathias Rüegg (en), il a cessé toute activité depuis l'été 2010. Avec plus de 800 concerts donnés dans 50 pays, et plus de 35 albums enregistrés, le "VAO" aura été l'un des groupes phares du courant Modern Creative, et un important ambassadeur de la culture autrichienne.

## Histoire
Le Vienna Art Orchestra, qui apparaît lors d'une première tournée européenne en 1977, est créé à l'initiative du compositeur et pianiste de jazz avant-garde Mathias Rüegg. Parmi ses premiers membres se trouvent les saxophonistes Wolfgang Puschnig et Harry Sokal (de), la chanteuse Lauren Newton, et le tubiste Jon Sass (de). Le répertoire est essentiellement constitué de compositions originales de Mathias Rüegg.
Il fait sa première tournée aux États-Unis en 1984.

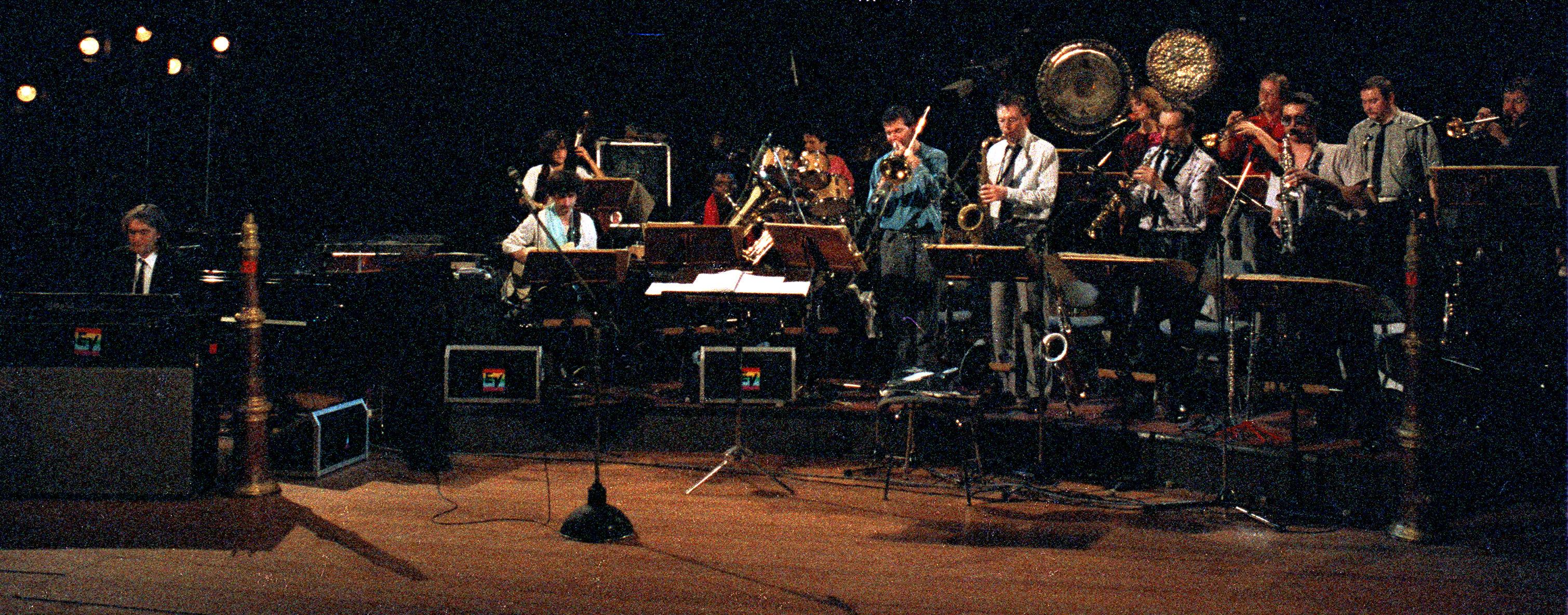
Une photo du Vienna Art Orchestra en 1985.

À la fin des années 1980 le big band est dissout à la suite du départ du trompettiste Herbert Joos (de) et du contrebassiste Jürgen Wuchner (de).
En 1992, il se reforme en version réduite, avec parmi ses membres le trompettiste Matthieu Michel, les saxophonistes Andy Scherrer, Klaus Dickbauer (de) et Florian Bramböck (de), ou la chanteuse suisse Corin Curschellas (de). Les compositions de Rüegg sont moins nombreuses, et le groupe se consacre à des programmes d'arrangements de Duke Ellington, Charles Mingus, des œuvres de compositeurs américains, ou même de classiques comme Verdi, Wagner, Schubert, ou Satie.
Le nombre de musiciens du Vienna Art Orchestra augmente à partir de 1997, et de plus jeunes joueurs sont intégrés comme le pianiste Uli Scherer (de), la chanteuse Anna Lauvergnac, le trompettiste Thomas Gansch, le contrebassiste Robert Riegler (de), Arkady Shilkloper (cuivres), Christian Muthspiel (en) (tb), Martin Koller (de) et Alegre Corrêa (de) (g), Georg Breinschmid (en) (b). Les compositions de Mathias Rüegg redeviennent prépondérantes, et lors des concerts commencent à être utilisés des éléments scéniques d'éclairage, de projection ou de décor.
En 1999 le VAO se modifie encore, intégrant au groupe un orchestre de chambre. Dans son nouveau programme, Mathias Rüegg démontre les liens qui unissent le jazz et la musique classique.
En 2007 et 2008, le Vienna Art Orchestra crée en tournée mondiale le grand spectacle Visionaries & Dreams, un programme construit sur trois thèmes au choix :
- American Dreams, un portrait musical de 13 grandes femmes américaines (Jean Harlow, Rita Hayworth, Louise Brooks, Katharine Hepburn, Grace Kelly, Judy Garland, Joséphine Baker, Lauren Bacall, Mae West, Bette Davis, Ava Gardner, Marilyn Monroe, Jayne Mansfield) ;
- European Visionaries, portrait musical de 13 grands hommes européens (Léonard de Vinci, Emmanuel Kant, Voltaire, René Descartes, François d'Assise, Isaac Newton, Albert Einstein, Érasme, Nicolas Copernic, Sigmund Freud, Galilée, John Locke, Stephen Hawking) ;
- Visionaries & Dreams, 13 rencontres imaginaires en couple des personnages précédents.

Le Vienna Art Orchestra est nommé au concours du Amadeus Austrian Music Award (de) en 2001 pour l'album All That Strauss et en 2003 pour Art And Fun. Un film documentaire de Othmar Schmiderer suit le big band en tournée : An Echo from Europe: Vienna Art Orchestra on Tour (1998).

### Game Over
Le dernier concert du Vienna Art Orchestra a lieu le 9 juillet 2010 à l'abbaye de Viktring dans le land autrichien de Carinthie.
Le lendemain, Mathias Rüegg annonce dans le site officiel du VAO sous le titre Game Over la fin de l'ensemble. Les raisons qu'il invoque pour justifier sa décision sont ce qu'il appelle « un sous-financement chronique, une baisse massive de la demande en provenance des pays de fond comme l'Autriche, la Suisse et l'Allemagne, et l'effondrement économique de pays comme l'Italie, l'Espagne ou la France. »

## Discographie
Vienna Art Orchestra :
- 1979 : Jessas Na!, Extraplatte (Single)
- 1980 : Tango From Obango,	Extraplatte (LP)
- 1981 : Concerto Piccolo, hat ART (CD)
- 1982 : Suite For The Green Eighties, hat ART (CD)
- 1983 : From No Time to Rag Time, hat ART (CD)
- 1984 : The Minimalism of Erik Satie, hat ART (CD)
- 1985 : A Notion in Perpetual Motion, hat ART (CD)
- 1986 : Jazzbühne Berlin 85, Amiga Jazz 856-16816-10M (LP)
- 1986 : Nightride of a Lonely Saxophoneplayer, Moers Music (2 CD)
- 1987 : Inside Out, Moers Music (2 CD)
- 1988 : Two Little Animals, Moers Music (CD)
- 1989 : Blues for Brahms, Amadeo (2 CD)
- 1990 : Innocence of Clichés, Amadeo (2 CD)
- 1991 : Chapter II, Amadeo (CD)
- 1992 : The Highlights 77-89, Live in Vienna, Amadeo (2 CD)
- 1993 : Standing... What?, Amadeo (CD)
- 1994 : The Original Charts of Duke Ellington & Charles Mingus, Verve (CD)
- 1995 : European Songbook, Verve (CD)
- 1997 : Vienna Art Orchestra 20th Anniversary, Verve (3 CD)
- 1997 : Tango from Obango (édition spéciale avec deux CD en bonus : Two Songs for Another Lovely War / Jessas Na! du VAO, et un CD de promotion pour le label Extrajazz 96/97), Extraplatte (3 CD)
- 1998 : American Rhapsody, RCA Victor
- 1999 : Duke Ellington's Sound Of Love, TCB
- 2000 : All That Strauss, TCB
- 2000 : Artistry in Rhythm, TCB
- 2001 : A Centenary Journey, Quinton
- 2002 : Art & Fun,	Universal Music Emarcy
- 2003 : Duke Ellington’s Sound of Love Vol. 2, Universal Music Emarcy
- 2004 : Big Band Poesie, Universal Music Emarcy
- 2005 : Swing & Affairs, Universal Music Emarcy
- 2007 : 3, (American Dreams - Portraits of 13 American Women, European Visionaries - Portraits of 13 European Men, Visionaries & Dreams - Portraits of 13 Couples), Universal Music (3 CD)
- 2007 : All That Strauss Vol. 2, Art Records
- 2009 : Third Dream, Extraplatte
- 2009 : Third Dream - Limited Edition, VAO Shop / Extraplatte

Vienna Art Special :
- 1986 : Serapionmusic, Moers Music (LP)
- 1988 : Two Songs for Another Lovely War, Extraplatte (LP)
- 1992 : Swiss Art Orchestra, MGB (CD)
- 1992 : Fe & Males, Amadeo (CD)
- 1996 : Plays for Jean Cocteau, Verve (CD)

Vienna Art Choir :
- 1983 : From No Art to Mo-(z)-Art, Moers Music (CD)
- 1985 : Five Old Songs, Moers Music (CD)
- 1987 : Swiss Swing, Moers Music (CD)

Vienna Art Orchestra avec Ernst Jandl :
- 1984 : Bist Eulen ?, Extraplatte (CD)
- 1988 : Vom Vom Zum Zum, Extraplatte (CD)
- 1991 : Lieber Ein Saxophon, Extraplatte (CD)